# Drugi rząd Mateusza Morawieckiego
Drugi rząd Mateusza Morawieckiego – Rada Ministrów pod kierownictwem premiera Mateusza Morawieckiego, powołana przez prezydenta RP Andrzeja Dudę i zaprzysiężona 15 listopada 2019.
Zapleczem rządu był klub parlamentarny Prawa i Sprawiedliwości i (od 22 czerwca 2022) koło poselskie Polskie Sprawy. W skład klubu PiS, a także Rady Ministrów, wchodzili przedstawiciele PiS, Suwerennej Polski i od 2021 Partii Republikańskiej (w skład klubu także od 2021 stowarzyszenia OdNowa RP, którzy byli wiceministrami); do 2021 zasiadali w nim także politycy Porozumienia. 14 listopada 2019 prezydent Andrzej Duda desygnował ponownie Mateusza Morawieckiego na urząd premiera, powierzając mu misję utworzenia nowego rządu.
19 listopada 2019 odbyło się exposé premiera Mateusza Morawieckiego, zaś rząd uzyskał w Sejmie wotum zaufania przy 237 głosach za (w tym 2 według deklaracji oddanych omyłkowo) i 214 głosach przeciw oraz 3 głosach wstrzymujących się.
Rząd Mateusza Morawieckiego złożył dymisję 13 listopada 2023 na pierwszym posiedzeniu Sejmu wybranego w dniu 15 października 2023. Funkcjonował do 27 listopada 2023, kiedy został zastąpiony przez trzeci rząd tego samego premiera.

## Wotum zaufania 19 listopada 2019
| Klub                                                 | Klub                   | Głosowanie | Głosowanie     | Głosowanie | Nieobecni |
| Klub                                                 | Klub                   | Za         | Wstrzymali się | Przeciw    | Nieobecni |
| ---------------------------------------------------- | ---------------------- | ---------- | -------------- | ---------- | --------- |
|                                                      | Prawo i Sprawiedliwość | 235        | 0              | 0          | 0         |
|                                                      | Koalicja Obywatelska   | 2          | 1              | 129        | 2         |
|                                                      | Lewica                 | 0          | 0              | 47         | 2         |
|                                                      | Koalicja Polska        | 0          | 1              | 27         | 2         |
|                                                      | Konfederacja           | 0          | 0              | 11         | 0         |
|                                                      | Posłowie niezrzeszeni  | 0          | 1              | 0          | 0         |
| ŁĄCZNIE                                              | ŁĄCZNIE                | 237        | 3              | 214        | 6         |
| Większość bezwzględna: 228, wotum zaufania udzielono |                        |            |                |            |           |

## Wotum zaufania 4 czerwca 2020
| Klub                                            | Klub                   | Głosowanie | Głosowanie     | Głosowanie | Nieobecni |
| Klub                                            | Klub                   | Za         | Wstrzymali się | Przeciw    | Nieobecni |
| ----------------------------------------------- | ---------------------- | ---------- | -------------- | ---------- | --------- |
|                                                 | Prawo i Sprawiedliwość | 235        | 0              | 0          | 0         |
|                                                 | Koalicja Obywatelska   | 0          | 0              | 134        | 0         |
|                                                 | Lewica                 | 0          | 1              | 48         | 0         |
|                                                 | Koalicja Polska        | 0          | 0              | 28         | 2         |
|                                                 | Konfederacja           | 0          | 0              | 9          | 2         |
|                                                 | Posłowie niezrzeszeni  | 0          | 1              | 0          | 0         |
| ŁĄCZNIE                                         | ŁĄCZNIE                | 235        | 2              | 219        | 4         |
| Większość zwykła: 228, wotum zaufania udzielono |                        |            |                |            |           |

## Druga Rada Ministrów Mateusza Morawieckiego (2019–2023)
| Funkcja                                              | Imię i nazwisko                 | Imię i nazwisko                        | Czas pełnienia funkcji    | Czas pełnienia funkcji    |
| Funkcja                                              | Imię i nazwisko                 | Imię i nazwisko                        | Od                        | Do                        |
| ---------------------------------------------------- | ------------------------------- | -------------------------------------- | ------------------------- | ------------------------- |
| Prezes Rady Ministrów                                |                                 | Mateusz Morawiecki (PiS)               | 15 listopada 2019(dts)    | 27 listopada 2023(dts)    |
| Minister sportu                                      | 15 listopada 2019(dts)          | Mateusz Morawiecki (PiS)               | 5 grudnia 2019(dts)       |                           |
| Minister cyfryzacji                                  | 6 października 2020(dts)        | Mateusz Morawiecki (PiS)               | 6 kwietnia 2023(dts)      |                           |
| Wiceprezes Rady Ministrów                            | Piotr Gliński (PiS)             | 15 listopada 2019(dts)                 | 6 października 2020(dts)  |                           |
| Minister kultury i dziedzictwa narodowego            | Piotr Gliński (PiS)             | 15 listopada 2019(dts)                 | 6 października 2020(dts)  |                           |
| Przewodniczący Komitetu do spraw Pożytku Publicznego | Piotr Gliński (PiS)             | 15 listopada 2019(dts)                 | 6 października 2020(dts)  |                           |
| Wiceprezes Rady Ministrów                            | Piotr Gliński (PiS)             | 6 października 2020(dts)               | 26 października 2021(dts) |                           |
| Minister kultury, dziedzictwa narodowego i sportu    | Piotr Gliński (PiS)             | 6 października 2020(dts)               | 26 października 2021(dts) |                           |
| Przewodniczący Komitetu do spraw Pożytku Publicznego | Piotr Gliński (PiS)             | 6 października 2020(dts)               | 26 października 2021(dts) |                           |
| Wiceprezes Rady Ministrów                            | Piotr Gliński (PiS)             | 26 października 2021(dts)              | 20 czerwca 2023(dts)      |                           |
| Minister kultury i dziedzictwa narodowego            | Piotr Gliński (PiS)             | 26 października 2021(dts)              | 20 czerwca 2023(dts)      |                           |
| Przewodniczący Komitetu do spraw Pożytku Publicznego | Piotr Gliński (PiS)             | 26 października 2021(dts)              | 20 czerwca 2023(dts)      |                           |
| Minister kultury i dziedzictwa narodowego            | Piotr Gliński (PiS)             | 21 czerwca 2023(dts)                   | 27 listopada 2023(dts)    |                           |
| Przewodniczący Komitetu do spraw Pożytku Publicznego | Piotr Gliński (PiS)             | 21 czerwca 2023(dts)                   | 27 listopada 2023(dts)    |                           |
| Wiceprezes Rady Ministrów                            |                                 | Jarosław Gowin (Porozumienie)          | 15 listopada 2019(dts)    | 8 kwietnia 2020(dts)      |
| Minister nauki i szkolnictwa wyższego                | 15 listopada 2019(dts)          | Jarosław Gowin (Porozumienie)          | 8 kwietnia 2020(dts)      |                           |
| Wiceprezes Rady Ministrów                            | 6 października 2020(dts)        | Jarosław Gowin (Porozumienie)          | 11 sierpnia 2021(dts)     |                           |
| Minister rozwoju, pracy i technologii                | 6 października 2020(dts)        | Jarosław Gowin (Porozumienie)          | 11 sierpnia 2021(dts)     |                           |
| Wiceprezes Rady Ministrów                            |                                 | Jacek Sasin (PiS)                      | 15 listopada 2019(dts)    | 20 czerwca 2023(dts)      |
| Minister aktywów państwowych                         | 15 listopada 2019(dts)          | Jacek Sasin (PiS)                      | 20 czerwca 2023(dts)      |                           |
| Minister aktywów państwowych                         | 21 czerwca 2023(dts)            | Jacek Sasin (PiS)                      | 27 listopada 2023(dts)    |                           |
| Minister obrony narodowej                            | Mariusz Błaszczak (PiS)         | 15 listopada 2019(dts)                 | 20 czerwca 2023(dts)      |                           |
| Wiceprezes Rady Ministrów                            | Mariusz Błaszczak (PiS)         | 22 czerwca 2022(dts)                   | 20 czerwca 2023(dts)      |                           |
| Minister obrony narodowej                            | Mariusz Błaszczak (PiS)         | 21 czerwca 2023(dts)                   | 27 listopada 2023(dts)    |                           |
| Minister infrastruktury                              | Andrzej Adamczyk (PiS)          | 15 listopada 2019(dts)                 | 27 listopada 2023(dts)    |                           |
| Minister rolnictwa i rozwoju wsi                     | Jan Ardanowski (PiS)            | 15 listopada 2019(dts)                 | 6 października 2020(dts)  |                           |
| Minister spraw zagranicznych                         |                                 | Jacek Czaputowicz                      | 15 listopada 2019(dts)    | 26 sierpnia 2020(dts)     |
| Minister-członek Rady Ministrów                      |                                 | Michał Dworczyk (PiS)                  | 15 listopada 2019(dts)    | 27 listopada 2023(dts)    |
| Minister rozwoju                                     |                                 | Jadwiga Emilewicz                      | 15 listopada 2019(dts)    | 6 października 2020(dts)  |
| Wiceprezes Rady Ministrów                            | 9 kwietnia 2020(dts)            | Jadwiga Emilewicz                      | 6 października 2020(dts)  |                           |
| Minister gospodarki morskiej i żeglugi śródlądowej   |                                 | Marek Gróbarczyk (PiS)                 | 15 listopada 2019(dts)    | 6 października 2020(dts)  |
| Minister funduszy i polityki regionalnej             |                                 | Małgorzata Jarosińska-Jedynak          | 15 listopada 2019(dts)    | 6 października 2020(dts)  |
| Minister-członek Rady Ministrów                      |                                 | Mariusz Kamiński (PiS)                 | 15 listopada 2019(dts)    | 27 listopada 2023(dts)    |
| Minister spraw wewnętrznych i administracji          | 15 listopada 2019(dts)          | Mariusz Kamiński (PiS)                 | 27 listopada 2023(dts)    |                           |
| Minister finansów                                    |                                 | Tadeusz Kościński                      | 15 listopada 2019(dts)    | 6 października 2020(dts)  |
| Minister finansów, funduszy i polityki regionalnej   | 6 października 2020(dts)        | Tadeusz Kościński                      | 26 października 2021(dts) |                           |
| Minister finansów                                    | 26 października 2021(dts)       | Tadeusz Kościński                      | 9 lutego 2022(dts)        |                           |
| Minister klimatu                                     | Michał Kurtyka                  | 15 listopada 2019(dts)                 | 6 października 2020(dts)  |                           |
| Minister klimatu i środowiska                        | Michał Kurtyka                  | 6 października 2020(dts)               | 26 października 2021(dts) |                           |
| Minister rodziny, pracy i polityki społecznej        |                                 | Marlena Maląg (PiS)                    | 15 listopada 2019(dts)    | 6 października 2020(dts)  |
| Minister rodziny i polityki społecznej               | 6 października 2020(dts)        | Marlena Maląg (PiS)                    | 27 listopada 2023(dts)    |                           |
| Minister edukacji narodowej                          | Dariusz Piontkowski (PiS)       | 15 listopada 2019(dts)                 | 19 października 2020(dts) |                           |
| Minister-członek Rady Ministrów                      | Łukasz Schreiber (PiS)          | 15 listopada 2019(dts)                 | 27 listopada 2023(dts)    |                           |
| Minister zdrowia                                     |                                 | Łukasz Szumowski                       | 15 listopada 2019(dts)    | 20 sierpnia 2020(dts)     |
| Minister-członek Rady Ministrów                      |                                 | Konrad Szymański (PiS)                 | 15 listopada 2019(dts)    | 4 marca 2020(dts)         |
| Minister do spraw Unii Europejskiej                  | 5 marca 2020(dts)               | Konrad Szymański (PiS)                 | 11 października 2022(dts) |                           |
| Minister-członek Rady Ministrów                      |                                 | Michał Woś (Solidarna Polska)          | 15 listopada 2019(dts)    | 4 marca 2020(dts)         |
| Minister środowiska                                  | 5 marca 2020(dts)               | Michał Woś (Solidarna Polska)          | 6 października 2020(dts)  |                           |
| Minister cyfryzacji                                  |                                 | Marek Zagórski (PiS)                   | 15 listopada 2019(dts)    | 6 października 2020(dts)  |
| Minister sprawiedliwości                             |                                 | Zbigniew Ziobro (Suwerenna Polska)     | 15 listopada 2019(dts)    | 27 listopada 2023(dts)    |
| Minister sportu                                      |                                 | Danuta Dmowska-Andrzejuk               | 5 grudnia 2019(dts)       | 6 października 2020(dts)  |
| Minister nauki i szkolnictwa wyższego                |                                 | Wojciech Murdzek (Porozumienie)        | 16 kwietnia 2020(dts)     | 19 października 2020(dts) |
| Minister zdrowia                                     |                                 | Adam Niedzielski                       | 26 sierpnia 2020(dts)     | 10 sierpnia 2023(dts)     |
| Minister spraw zagranicznych                         |                                 | Zbigniew Rau (PiS)                     | 26 sierpnia 2020(dts)     | 27 listopada 2023(dts)    |
| Wiceprezes Rady Ministrów                            | Jarosław Kaczyński (PiS)        | 6 października 2020(dts)               | 19 czerwca 2022(dts)      |                           |
| Wiceprezes Rady Ministrów                            | Jarosław Kaczyński (PiS)        | 21 czerwca 2023(dts)                   | 27 listopada 2023(dts)    |                           |
| Minister-członek Rady Ministrów                      |                                 | Michał Cieślak (Republikanie)          | 6 października 2020(dts)  | 15 czerwca 2022(dts)      |
| Minister rolnictwa i rozwoju wsi                     |                                 | Grzegorz Puda (PiS)                    | 6 października 2020(dts)  | 26 października 2021(dts) |
| Minister funduszy i polityki regionalnej             | 26 października 2021(dts)       | Grzegorz Puda (PiS)                    | 27 listopada 2023(dts)    |                           |
| Minister-członek Rady Ministrów                      |                                 | Michał Wójcik (Suwerenna Polska)       | 6 października 2020(dts)  | 27 listopada 2023(dts)    |
| Minister edukacji i nauki                            |                                 | Przemysław Czarnek (PiS)               | 19 października 2020(dts) | 27 listopada 2023(dts)    |
| Wiceprezes Rady Ministrów                            | Henryk Kowalczyk (PiS)          | 26 października 2021(dts)              | 6 kwietnia 2023(dts)      |                           |
| Minister rolnictwa i rozwoju wsi                     | Henryk Kowalczyk (PiS)          | 26 października 2021(dts)              | 6 kwietnia 2023(dts)      |                           |
| Wiceprezes Rady Ministrów                            | Henryk Kowalczyk (PiS)          | 6 kwietnia 2023(dts)                   | 20 czerwca 2023(dts)      |                           |
| Minister-członek Rady Ministrów                      | Henryk Kowalczyk (PiS)          | 21 czerwca 2023(dts)                   | 27 listopada 2023(dts)    |                           |
| Minister sportu i turystyki                          |                                 | Kamil Bortniczuk (Republikanie)        | 26 października 2021(dts) | 27 listopada 2023(dts)    |
| Minister klimatu i środowiska                        |                                 | Anna Moskwa (PiS)                      | 26 października 2021(dts) | 27 listopada 2023(dts)    |
| Minister rozwoju i technologii                       |                                 | Piotr Nowak                            | 26 października 2021(dts) | 7 kwietnia 2022(dts)      |
| Minister rozwoju i technologii                       |                                 | Waldemar Buda (PiS)                    | 8 kwietnia 2022(dts)      | 27 listopada 2023(dts)    |
| Minister finansów                                    |                                 | Magdalena Rzeczkowska                  | 26 kwietnia 2022(dts)     | 27 listopada 2023(dts)    |
| Minister-członek Rady Ministrów                      |                                 | Włodzimierz Tomaszewski (Republikanie) | 17 czerwca 2022(dts)      | 27 listopada 2023(dts)    |
| Minister-członek Rady Ministrów                      |                                 | Zbigniew Hoffmann (PiS)                | 22 czerwca 2022(dts)      | 27 listopada 2023(dts)    |
| Minister-członek Rady Ministrów                      |                                 | Agnieszka Ścigaj                       | 22 czerwca 2022(dts)      | 27 listopada 2023(dts)    |
| Minister-członek Rady Ministrów                      |                                 | Marek Kuchciński (PiS)                 | 12 października 2022(dts) | 27 listopada 2023(dts)    |
| Minister do spraw Unii Europejskiej                  | Szymon Szynkowski vel Sęk (PiS) | 13 października 2022(dts)              | 27 listopada 2023(dts)    |                           |
| Minister cyfryzacji                                  | Janusz Cieszyński (PiS)         | 6 kwietnia 2023(dts)                   | 27 listopada 2023(dts)    |                           |
| Minister rolnictwa i rozwoju wsi                     | Robert Telus (PiS)              | 6 kwietnia 2023(dts)                   | 27 listopada 2023(dts)    |                           |
| Minister zdrowia                                     | Katarzyna Sójka (PiS)           | 10 sierpnia 2023(dts)                  | 27 listopada 2023(dts)    |                           |

## Kancelaria Prezesa Rady MinistrówMateusza Morawieckiego[50]od 15 listopada 2019 do 27 listopada 2023
Ministrowie-członkowie Rady Ministrów
- Mariusz Kamiński (PiS) – minister-członek Rady Ministrów, koordynator służb specjalnych od 15 listopada 2019
- Łukasz Schreiber (PiS) – minister-członek Rady Ministrów od 15 listopada 2019, przewodniczący Komitetu Stałego Rady Ministrów oraz sekretarz Rady Ministrów od 21 listopada 2019, przewodniczący Zespołu ds. Programowania Prac Rządu
- Michał Dworczyk (PiS) – minister-członek Rady Ministrów od 15 listopada 2019
- Michał Wójcik (Suwerenna Polska) – minister-członek Rady Ministrów od 6 października 2020
- Agnieszka Ścigaj (Stowarzyszenie „Polskie Sprawy”) – minister-członek Rady Ministrów od 22 czerwca 2022
- Zbigniew Hoffmann (PiS) – minister-członek Rady Ministrów od 22 czerwca 2022, sekretarz Komitetu Rady Ministrów do spraw Bezpieczeństwa Narodowego i spraw Obronnych
- Włodzimierz Tomaszewski (Republikanie) – minister-członek Rady Ministrów od 22 czerwca 2022
- Henryk Kowalczyk (PiS) – minister-członek Rady Ministrów od 21 czerwca 2023

Minister ds. Unii Europejskiej
- Szymon Szynkowski vel Sęk (PiS) – minister do spraw Unii Europejskiej od 13 października 2022

Szef Kancelarii Prezesa Rady Ministrów
- Marek Kuchciński (PiS) – minister-członek Rady Ministrów od 12 października 2022, szef Kancelarii Prezesa Rady Ministrów od 13 października 2022

Zastępcy szefa Kancelarii Prezesa Rady Ministrów
- Izabela Antos (bezpartyjna) – podsekretarz stanu, zastępca szefa Kancelarii Prezesa Rady Ministrów od października 2021
- Andrzej Klarkowski (bezpartyjny) – podsekretarz stanu, zastępca szefa Kancelarii Prezesa Rady Ministrów od października 2022

Szef gabinetu politycznego premiera
- Krzysztof Kubów (PiS) – sekretarz stanu, szef Gabinetu Politycznego Prezesa Rady Ministrów od 21 listopada 2019

Rzecznik Rządu
- Piotr Müller (PiS) – sekretarz stanu, rzecznik prasowy rządu od 21 listopada 2019

Sekretarze stanu
- Jan Dziedziczak (PiS) – sekretarz stanu, pełnomocnik Rządu ds. Polonii i Polaków za Granicą od 19 grudnia 2019
- Norbert Maliszewski (bezpartyjny) – sekretarz stanu od października 2021, szef Rządowego Centrum Analiz od sierpnia 2021
- Tadeusz Kościński (bezpartyjny) – sekretarz stanu od 22 czerwca 2022
- Stanisław Żaryn (bezpartyjny) – sekretarz stanu, pełnomocnik Rządu ds. Bezpieczeństwa Przestrzeni Informacyjnej RP od 9 września 2022
- Anna Łukaszewska-Trzeciakowska (bezpartyjna) – sekretarz stanu, pełnomocnik Rządu ds. Strategicznej Infrastruktury Energetycznej od 2 czerwca 2023

Podsekretarze stanu
- Jarosław Wenderlich (PiS) – podsekretarz stanu od 3 stycznia 2020, wiceprzewodniczący Stałego Komitetu Rady Ministrów od 20 stycznia 2020
- Karolina Rudzińska (bezpartyjna) – podsekretarz stanu ds. Unii Europejskiej od listopada 2022

Szef Służby Cywilnej
- Dobrosław Dowiat-Urbański (bezpartyjny) – szef Służby Cywilnej od 2 marca 2016

Sekretarz Kolegium ds. Służb Specjalnych
- Maciej Wąsik (PiS) – sekretarz Kolegium ds. Służb Specjalnych od listopada 2015

Dyrektor Biura Prezesa Rady Ministrów
- Anna Wójcik – dyrektor Biura Prezesa Rady Ministrów od 2018

Dyrektor generalna KPRM
- Anna Nałęcz – dyrektor generalna KPRM

## Gabinet polityczny premiera
- Krzysztof Kubów (PiS) – sekretarz stanu w KPRM, szef Gabinetu Politycznego Prezesa Rady Ministrów od 21 listopada 2019

## Rządowe Centrum Legislacji
- Monika Salamończyk – p.o. prezesa od 3 listopada 2023; wiceprezes od 15 marca 2021
- Anna Tyśkiewicz-Mazur – wiceprezes od 1 listopada 2020

## Urzędy Wojewódzkie
województwo dolnośląskie
- Jarosław Obremski (bezpartyjny) – wojewoda dolnośląski
  - Jarosław Kresa (PiS) – I wicewojewoda dolnośląski
  - Bogusław Szpytma (Suwerenna Polska) – II wicewojewoda dolnośląski

województwo kujawsko-pomorskie
- Mikołaj Bogdanowicz (PiS) – wojewoda kujawsko-pomorski
  - Józef Ramlau (PiS) – I wicewojewoda kujawsko-pomorski
  - Radosław Kempinski (PiS) – II wicewojewoda kujawsko-pomorski

województwo lubelskie
- Lech Sprawka (PiS) – wojewoda lubelski
  - Robert Gmitruczuk (PiS) – I wicewojewoda lubelski
  - Bolesław Gzik (bezpartyjny, z rekomendacji Suwerennej Polski) – II wicewojewoda lubelski

województwo lubuskie
- vacat – wojewoda lubuski
  - Wojciech Perczak (PiS) – I wicewojewoda lubuski
  - Olimpia Tomczyk-Iwko (Suwerenna Polska) – II wicewojewoda lubuski

województwo łódzkie
- Karol Młynarczyk (PiS) – wojewoda łódzki
  - Marcin Buchali (PiS) – I wicewojewoda łódzki
  - Jarosław Brózda (Suwerenna Polska) – II wicewojewoda łódzki

województwo małopolskie
- vacat – wojewoda małopolski
  - Ryszard Pagacz (PiS) – I wicewojewoda małopolski
  - Mateusz Małodziński (PiS) – II wicewojewoda małopolski

województwo mazowieckie
- Tobiasz Bocheński (bezpartyjny, z rekomendacji PiS) – wojewoda mazowiecki
  - Sylwester Dąbrowski (PiS) – I wicewojewoda mazowiecki
  - Artur Standowicz (PiS) – II wicewojewoda mazowiecki

województwo opolskie
- Sławomir Kłosowski (PiS) – wojewoda opolski
  - Tomasz Witkowski (Stowarzyszenie „OdNowa RP”) – wicewojewoda opolski

województwo podkarpackie
- vacat – wojewoda podkarpacki
  - Jolanta Sawicka (PiS) – I wicewojewoda podkarpacki
  - Radosław Wiatr (PiS) – II wicewojewoda podkarpacki

województwo podlaskie
- Bohdan Paszkowski (PiS) – wojewoda podlaski
  - Tomasz Madras (PiS) – I wicewojewoda podlaski
  - Bogusława Szczerbińska (Republikanie) – II wicewojewoda podlaski

województwo pomorskie
- Dariusz Drelich (PiS) – wojewoda pomorski
  - Mariusz Łuczyk (PiS) – I wicewojewoda pomorski
  - Aleksander Jankowski (Suwerenna Polska) – II wicewojewoda pomorski

województwo śląskie
- vacat – wojewoda śląski
  - Jan Chrząszcz (PiS) – I wicewojewoda śląski
  - Robert Magdziarz (PiS) – II wicewojewoda śląski

województwo świętokrzyskie
- Zbigniew Koniusz (PiS) – wojewoda świętokrzyski
  - Rafał Nowak (PiS) – wicewojewoda świętokrzyski

województwo warmińsko-mazurskie
- vacat – wojewoda warmińsko-mazurski
  - Sławomir Sadowski (PiS) – I wicewojewoda warmińsko-mazurski
  - Piotr Opaczewski (Republikanie) – II wicewojewoda warmińsko-mazurski

województwo wielkopolskie
- Michał Zieliński (PiS) – wojewoda wielkopolski
  - Aneta Niestrawska (bezpartyjna, z rekomendacji PiS) – I wicewojewoda wielkopolski
  - Beata Maszewska (Stowarzyszenie „OdNowa RP”) – II wicewojewoda wielkopolski

województwo zachodniopomorskie
- vacat – wojewoda zachodniopomorski
  - Tomasz Wójcik (PiS) – I wicewojewoda zachodniopomorski
  - Mateusz Wagemann (Suwerenna Polska) – II wicewojewoda zachodniopomorski